# Daniel Revenu
Daniel Revenu   (Issoudun, 5 de desembre de 1942 - Melun, 2 de gener de 2024) va ser un tirador d'esgrima francès, guanyador de sis medalles olímpiques.

## Biografia
Va néixer el 5 de desembre de 1942 a la ciutat de Melun, població situada al departament de Sena i Marne, fill del també tirador d'esgrima Ernest Revenu.
Especialista en la modalitat de floret, va participar als 21 anys en els Jocs Olímpics d'Estiu de 1964 realitzats a Tòquio (Japó), on va aconseguir guanyar la medalla de bronze en la prova individual i per equips d'aquesta modalitat. En els Jocs Olímpics d'Estiu de 1968 celebrats a Ciutat de Mèxic (Mèxic) revalidà la seva medalla de bronze en la prova individual, si bé va guanyar la medalla d'or en la prova per equips amb la selecció francesa. En els Jocs Olímpics d'Estiu de 1972 realitzats a Múnic (Alemanya Occidental) fou eliminat en semifinals de la prova individual i va guanyar la medalla de bronze en la prova per equips, un metall que revalidà en els Jocs Olímpics d'Estiu de 1976 realitzats a Mont-real (Canadà).
Al llarg de la seva carrera fou tres vegades campió de França (1963, 1965 i 1974) i guanyà sis medalles en el Campionat del Món d'esgrima, dues d'elles d'or.